# Irodalmi nyelv
Szociolingvisztikai szempontból az irodalmi nyelv a nyelv egyik változata. Fogalmának számos, úgy nyelvészeti, mint nyelvészeten kívüli értelmezése van, különböző történelmi időszakok domináns eszméitől, különböző irodalmárok és nyelvészek nézeteitől függően. A különbségek vonatkoznak a meghatározására, a többi nyelvváltozattól való elkülönítésére, valamint a szerepére az irodalomban, a kultúrában, az oktatásban és a társadalomban.
Az irodalmi nyelv fogalmának tárgyalása nem választható el a „köznyelv” és a „sztenderd nyelvváltozat” fogalmak tárgyalásától. Az idő során ezek egymásközti viszonyát különféleképpen látták és látják. Kezdetben az irodalmi nyelvet sztenderdizálták és tették meg sztenderd nyelvváltozatnak általában, de fokozatosan a sztenderd inkább a köznyelvre alapult, és ma már az irodalmi nyelv legfeljebb a szépirodalom nyelvének számít, és fogalmát elkülönítik a sztenderd fogalmától.

## Az irodalmi nyelv kialakulása
A terminus eredeti értelmében az irodalmi nyelv a szépirodalom nyelve, beleértve a vallásos írásokat is. Mielőtt egy nemzet egységes nyelvéről lehetett volna beszélni, irodalmi változatai alakultak ki olyan idiómáknak, melyeket az egységes nyelv kialakulása után dialektusoknak tekintettek. Például „a magyar irodalmi nyelv létrehozásában döntő szerepe volt a tiszántúli és a felső-tiszai tájnyelvhez igazodó szépíróknak és nyelvtudósoknak”, de „irodalmi nyelvünknek vannak alföldi és dunántúli jellegzetességei is”.
Egységes irodalmi nyelv kialakulása az egyik irodalmi dialektus alapján és a többi hozzájárulásával megvan egyéb nyelvek esetében is. Miután volt irodalom több oïl idiómában, például a pikárdban vagy a wallonban, végül annak az idiómának az irodalma maradt élő, amely később a francia nyelv lett. Az olasz irodalmi nyelv alapja a toszkánai irodalmi idióma, amelyben többek között Dante Alighieri írt. A román nyelv esetében a 16. században öt irodalmi dialektus volt, majd ezekből négy maradt a 18. században, és végül a munténiai lett az egységes irodalmi nyelv alapja, melyhez hozzájárultak a többiből származó elemek. Az albán irodalmi nyelv a két fő albán dialektus egyikéből, az toszkból indult ki.

## Nézetek az irodalmi nyelvről
Arról, hogy a nyelvi kommunikáció szempontjából mi az irodalmi nyelv funkciója egy adott nyelvi közösségen belül, két főnézet létezik. Az egyik hagyományos, szerinte az irodalmi nyelv számára felállított szabályok a nyelvhasználatra általában is érvényesek, vagyis az irodalmi nyelv szociolingvisztikai terminussal élve sztenderd nyelvváltozat. A másik, viszonylag új, megkülönbözteti a sztenderd nyelvváltozatot az irodalmi nyelvtől, az utóbbit a szépirodalomra és esetleg általában a műveltség szférájára korlátozva.

### Az irodalmi nyelv mint sztenderd nyelvváltozat
Általában a nyelvek sztenderdizálása az irodalmi változatuk sztenderdizálásából indult ki, ennek időszakában az irodalmi nyelv szabályait úgy állították be, mint az egész nyelvhasználatra érvényeseket, és ezzel az irodalmi nyelvet azzal tekintették azonosnak, amit sztenderd nyelvváltozatnak nevezünk. Ez a nézet fennmaradt még viszonylag közel a 21. századig is.
Az 1960-as évektől az 1990-es évekig tevékenykedő szovjet nyelvészek szerint az irodalmi nyelv a nemzeti nyelv felsőbbrendű, a történelem során kidolgozott, szabályozott és helyes alakja, mely az irodalmi művek, a média, a színházművészet, a tudományok, a hivatalos intézmények, az oktatás stb. nyelve. Felsőbbrendű minősége révén a nyelv többi változataival szemben megfelel a közösség kulturális szükségleteinek, optimális eszközei lévén az eszmék és az érzelmek kifejezésére, és széles körben biztosítja a társadalmi kommunikációt. A közösség művelt része sajátítja el és használja, az egész nép számára közös, és példaszerűként elfogadott.
A magyar irodalmi nyelvről Balogh et al. 1971 azt állítja, hogy „ez az össznépi nyelv a leggazdagabb, művészi jellegű, egységes voltában is differenciált és normatív változata. […] különböző stílusváltozataiban iránymutató szerepet tölt be mind a nyelv egésze, mind az egyes nyelvváltozatok fejlődésében.”
Egyes román nyelvészek is hasonló nézeteket vallanak. Gheție 1978 szerint, például, „az irodalmi nyelvet úgy lehetne meghatározni, hogy a nemzeti nyelv leggondozottabb aspektusa (vagy változata), mely kifejezési eszközként szolgál a kultúra legváltozatosabb megnyilvánulásainak, és jellegzetessége olyan normának a betartása, amelyet szükségszerűen ír elő azon közösség tagjai számára, amelyhez szól”. Avram 1997 szerint „a normatív grammatikák világos és betartandó szabályokat fogalmaznak meg, valamint értékítéleteket egy-egy helyesnek vagy hibásnak tekintett alak vagy szerkezet a nyelv irodalmi változatában való használatát illetően”.

### Irodalmi nyelv és köznyelv
Az „irodalmi nyelv” fogalmon kívül a „köznyelv” fogalom is létezik a szakirodalomban. Egyesek szerint ezek szinonimák. Mások szerint a köznyelv az irodalmi nyelv beszélt változata. Megint mások nem viszonyítják a köznyelvet az irodalmihoz. Constantinescu-Dobridor 1998 szerint a köznyelv „egy nemzet által beszélt nyelv minél nagyobb egységen alapuló aktuális aspektusa, melyet a kommunikáció gyakorlata követel meg, és amelyet az egész közösség elsajátít, a beszélők nyelvjárási hovatartozásától függetlenül”.

### Irodalmi nyelv, köznyelv és sztenderd nyelvváltozat
A. Jászó 2007 szerint „a köznyelvet standardnak vagy sztenderdnek […] nevezzük. […] Az irodalmi nyelv sajátos nyelvváltozat, hiszen egy irodalmi műbe bármelyik nyelvváltozatot be lehet emelni, alapja azonban az igényes köznyelv.”
Más nyelvészek nem használják a „köznyelv” fogalmat, csak a „sztenderd” és az „irodalmi nyelv” fogalmakat, melyek szerintük nem azonosak, de szorosan kötődnek egymáshoz. Például Berruto 1987 szerint a múltban csak irodalmi sztenderd olasz nyelv létezett, az írott irodalmi hagyományé, de jelenleg ez mellett van újsztenderd olasz nyelv is, amely magában foglal olyan nyelvi regiszterekhez tartozó alakokat és kifejezéseket, mint a fesztelen regiszter. Ezek elfogadottakká válnak vagy azért, mert kifejezőerő elérése céljából magas műveltségű beszélők is használják, vagy azért, mert olyan médiákban hangzanak el, mint a televízió és a rádió. A szerző példákat is megad a két változatban:
- irodalmi sztenderd olasz: La informo che non potremo venire ’Arról tájékoztatom, hogy nem tudunk majd eljönni’;
- újsztenderd olasz: Le dico que non possiamo venire ’Azt mondom magának, hogy nem tudunk eljönni’.

Vasiliu 1965 szerint a román sztenderd nyelv „a művelt beszélő által szokásosan (azaz nem hivatalos körülmények között) használt román irodalmi nyelv.”
A német nyelvre vonatkozóan Batch 1989 megkülönböztet a sztenderd keretén belül írott irodalmi nyelvet és beszélt német sztenderdet, amely közel áll az irodalmi nyelvhez, azt jegyezve meg, hogy „a sztenderd nyelv »felső« változata az irodalmi nyelv”. Idézőjelbe teszi a „felső” jelzőt, mivel nem fogalmaz meg értékítéleteket a nyelvváltozatokról.
Kálmán 1966 azt említi meg, hogy „a sztenderd nyelvváltozat írott változatát irodalmi nyelvnek is szokták nevezni”.
A szlovák nyelvre vonatkozóan Svobodová 2012 élesebben különíti el az irodalmi nyelvet, mely szerinte a hivatalos és írott kommunikációé, miközben a sztenderd félhivatalos, és a beszélt és írott kommunikáció nyelve.
Az albán nyelvvel kapcsolatban Mantho 2009 úgy véli, hogy az irodalmi nyelv fogalma tágabb, mint a sztenderdé, magában foglalva az utóbbit, de a szépirodalom nyelvét is, amely dialektális is lehet. Ez a nézet az albán nemzeti nyelv helyzetéből indul ki, amely a toszk dialektus irodalmán alapszik. Ezt Albánia déli részén beszélik, amely domináns volt a nemzeti öntudat ébredésének időszakában. A toszk irodalmi dialektus normáját az egész országban és a Koszovóban élő albánoknak is kötelezővé tették, miközben a kommunista rendszer előtt tovább létezett irodalom az Észak-Albániában és Koszovóban beszélt geg dialektusban is. A kommunista rendszer alatt betiltották az ebben alkotott irodalmat, de bukása után újraéledt, és a mai Koszovóban ellentétben van egymással az a vélemény, hogy ne használják többé a toszk alapú sztenderd albánt, és az, hogy a toszk maradjon meg az összes albán sztenderdnyelveként.

### Az irodalmi nyelv hagyományos koncepciójának kritikája
A 2000-es években megjelentek olyan nyelvészek, akik túlhaladják a sztenderd és az irodalmi nyelv elhatárolását, és bírálják a hagyományos koncepciót arról, hogy mi legyen a sztenderd.
Molnár 2014, például, megállapítja, hogy az irodalmi nyelv kodifikálása és annak sztenderdként való elfogadtatása óta ez az irányzat folytatódott Magyarországon az 1980-as évekig. „Az igényesnek nevezett nyelvhasználati mód, melyet a művelt ember sajátjaként propagáltak a szocialista rendszerben, a nyelvi helyességet célozta. Ennek megtestesítője az irodalmi nyelv, illetve a művelt köznyelv volt mint sztenderd nyelvváltozat(ok). A korszak ideológiája pedig ennek a sztenderd variánsnak […] az elterjesztését tűzte ki célul a politikai-társadalmi egység(esítés) részeként, valamint ennek megszilárdításaként.” A szerző azt is állítja, hogy mindegyik nyelvváltozatnak megvan a saját normája, és egyik sem magasabb rendű a többinél, valamint hogy ezeket a normákat állandó dinanizmus jellemzi. Szerinte „ezt a dinamizmusában értelmezett normafelfogást, a normák sokszínűségének létét mint az élő magyar nyelv jellemzőjét kell bemutatni a magyar nyelv különféle célú oktatási gyakorlatában.”
A cseh nyelvre vonatkozóan hasonló nézetet fejez ki Schmiedtová 2004. Érvét megerősíti e nyelv specifikus helyzete. Sztenderdje nem az, amit ő a szokásosan beszélt köznyelvnek nevez, hanem a 19. században kialakított irodalmi nyelv írott aspektusának a normája, melyet sztenderdként fogadtattak el az első világháború után a Prágai nyelvészeti kör  tagjai. Azonban a köznyelv jelentősen különbözik ettől az irodalmi nyelvtől, főleg hangtanában és alaktanában. Például a névszóragozásban néhány rag különbözik a két nyelvváltozatban. A beszédben még magas szintű műveltséggel rendelkező személyek is keverik az irodalmi alakokat a köznyelvi alakokkal. Ilyen körülmények között a szerző azt javasolja, hogy a „Cseh nemzeti korpusz” alapján dolgozzák ki a sztenderdet. Ez egy olyan adatbázis, amelyen népszerűségnek örvendő könyveket/szövegeket beiktatva munkálkodnak. Egyébként a cseh nyelv mint idegen nyelv oktatására szánt könyvek párhuzamosan foglalkoznak a két nyelvváltozat alakjaival.

### Az irodalom nyelve
Egyes szerzők már semmiféle kapcsolatról sem beszélnek irodalmi és sztenderd nyelv között. Például Cseresnyési 2004 arra mutat rá, hogy „az irodalmi nyelv kifejezés olykor (akárcsak a német Literatursprache) nem az egységes nemzeti nyelvtípusra utal, hanem egyszerűen csak az irodalmi művek (akár nyelvjárási) nyelvezetére.”
Ennél tovább mutatnak a szépirodalom nyelvében az idők során végbement változások, amelyek arra késztetnek egyeseket, hogy feltegyék maguknak azt a kérdést, hogy létezik-e még egyáltalán irodalmi nyelv. Jól példázza ezeket a változásokat a francia irodalom nyelvének az esete. Sztenderdizálása a francia klasszicizmus idejében (17. század) történt, a királyi udvar nemességének a nyelvezete alapján, amely nagyon különbözött az ezen kívül beszélt nyelvtől. Ezen irodalmi nyelv szabályait követték e század és a következő jelentős írói. Grammatikák és szótárak rögzítették őket, és normatívak lettek a nyelv tanításában. Ilyképpen abban az időben az irodalmi nyelv volt a sztenderd. Az irodalom nyelve változott a 19. század első felében olyan elemek befogadása nyomán, amelyeket a beszélők ténylegesen használtak. Ez olyan külső tényezőknek tudható be, mint például a romantikus írók renitens magatartása a klasszicizmussal szemben. A 19. század második felével kezdődően az irodalmi nyelv még inkább eltávolodott a klasszicizmus idejében rögzített sztenderdtől, mégis autonóm maradt a köznyelvvel szemben sajátos vonások révén. A 20. század vége óta az irodalom nyelve nem látja saját magát autonómnak, vagy nem akar autonóm lenni. A mai szépirodalom nyelve nagyon sokféle, mindegyik nyelvi regiszterből és nyelvváltozatból merít, és a múltbeli irodalmi nyelvből is.

### Közvetlen források
- A. Jászó Anna. Általános ismeretek a nyelvről és a nyelvtudományról. In A. Jászó Anna (szerk.) A magyar nyelv könyve. 8. kiadás. Budapest: Trezor. 2007. ISBN 978-963-8144-19-5. 11–72. o. (Hozzáférés: 2018. március 16)
- (románul) Avram, Mioara. Gramatica pentru toți (Grammatika mindenkinek). Bukarest: Humanitas. 1997. ISBN 973-28-0769-5
- (angolul) Batsch, Renate. A Normtheoretic Approach to Functional and Status Types of Language (A nyelv funkcionális és státuszszerű típusainak a megközelítése). Ammon, Ulrich (szerk.), Status and Function of Languages and Language Varieties (A nyelvek és nyelvváltozatok státusza és funkciója). Berlin / New York: Walter de Gruyter. 1989. ISBN 0-89925-356-3. 197–215. o. (Hozzáférés: 2018. március 16)
- (románul) Bejan, Doina Marta. Istoria limbii române (literare) [A(z irodalmi) román nyelv története]. Egyetemi jegyzet az 1. év számára. Galaci egyetem bölcsészkara. 2009 (Hozzáférés: 2018. március 16)
- (olaszul) Coletti, Vittorio. Storia della lingua (Nyelvtörténet). Enciclopedia dell'italiano (Az olasz nyelv enciklopédiája). 2011 (Hozzáférés: 2018. március 16)
- (románul) Constantinescu-Dobridor, Gheorghe. Dicționar de termeni lingvistici (Nyelvészeti terminusok szótára). Bukarest: Teora, 1998; az interneten: Dexonline. DTL (Hozzáférés: 2018. március 16)
- Cseresnyési László. Nyelvek és stratégiák, avagy a nyelv antropológiája. 3. fejezet – „Nyelvek a nyelvben”. Budapest: Tinta. 2004. ISBN 9637094024. 61–77. o. (Hozzáférés: 2018. március 16)
- (románul) Dudău, Ana-Maria. Conceptul de limbă literară (Az irodalmi nyelv fogalma). Agata Literară. 2013. október 11 (Hozzáférés: 2018. március 16)
- Király Lajos. A mai magyar nyelvjárások. In A. Jászó, Anna (szerk.). A magyar nyelv könyve. 8. kiadás. Budapest: Trezor. 2007. ISBN 978-963-8144-19-5. 641–686. o. (Hozzáférés: 2018. március 16)
- (franciául) Leclerc, Jacques. Histoire de la langue française (A francia nyelv története). Agence intergouvernementale de la Francophonie. 2017 (Hozzáférés: 2018. március 16)
- (angolul) Mantho, Edlira. The Present Day Situation On Standard Albanian and the Theory of Argumentation about it (A sztenderd albán nyelv helyzete ma és a róla szóló érvelés elmélete). Investigationes linguisticae. 18. kötet. 2009, Poznań: Nyelvészeti intézet. „Adam Mickiewicz” egyetem. 72–79. o. (Hozzáférés: 2018. március 16)
- (románul) Mocanu, Aura. Polemica G. Ivănescu – Ion Gheție cu privire la limba română literară Archiválva 2018. február 7-i dátummal a Wayback Machine-ben (G. Ivănescu és Ion Gheție vitája a román irodalmi nyelvről). Anuar de lingvistică și istorie literară. 53. kötet. 2013. 169–173. o. (Hozzáférés: 2018. március 16)
- Molnár, Mária. A nyelvi norma a magyar nyelvtudományban. Hungarológiai Évkönyv. 15. évf. 2014. 1. sz.. 41–54. o. (Hozzáférés: 2018. március 16)
- (magyarul) Nagy Kálmán. Kis magyar nyelvtankönyv. Bukarest: Kriterion. 1980
- (angolul) Naughton, James. Czech. An Essential Grammar (A cseh nyelv alapvető grammatikája). London / New York: Routledge. 2006. ISBN 0-415-28784-7 (Hozzáférés: 2018. március 16)
- (franciául) Piat, Julien. Que reste-t-il de la „langue littéraire”? Archiválva 2017. március 20-i dátummal a Wayback Machine-ben (Mi maradt az „irodalmi nyelvből”?). Revue critique de fixxion française contemporaine. 2011. 3. sz. ISSN 2033-7019. 5–13. o. Letölthető PDF (Hozzáférés: 2018. március 16)
- (franciául) Picoche, Jacqueline – Marchello-Nizia, Christiane. Histoire de la langue française (A francia nyelv története). 3. kiadás. Párizs: Nathan. 1999
- Sági, Attila. A nyelvi sztenderdizációs folyamatokat elősegítő és gátló tényezők Japánban a XX. században. Takó Ferenc (szerk.), Közel s távol. 2. kötet. Budapest: Eötvös Collegium. 2012. 131–142. o. (Hozzáférés: 2019. február 19)
- (angolul) Schmiedtová, Vera. Theory of language culture and the current language situation in the Czech Republic (A nyelvművelés elmélete és a nyelv mai helyzete a Cseh Köztársaságban). Kržišnik, Erika (szerk.) Aktualizacija jezikovnozvrstne teorije na slovenskem : členitev jezikovne resničnosti : mednarodni simpozij Obdobja metode in zvrsti, Ljubljana, 27.-28. november 2003. Ljubljana: Ljubljanai egyetem, Bölcsészkar, Szlavisztikai tanszék, A szlovén mint második vagy idegen nyelv központja. 2004. 27–34. o. (Hozzáférés: 2018. március 16)
- (franciául) Schoenenberger, Margarita. Une sociolinguistique prescriptive : la théorie des langues «littéraires» dans la linguistique soviétique des années 60-90 (Normatív szociolingvisztika: az „irodalmi nyelvek” elmélete a 60-as – 90-es évek szovjet nyelvészetében). Langage et société. 2004. 4. sz. 25–51. o. ISBN 9782735110155 (Hozzáférés: 2018. március 16)
- (angolul) Slatinská, Anna et al. Use of dialects and standard language in the central territory of the Slovak Republic (A nyelvjárások és a sztenderd nyelv használata a Szlovák Köztársaság központi régiójában). Jaunųjų mokslininkų darbai. 2014. 1. sz. Šiauliai egyetem (Litvánia). 81–86. o. ISSN 1648-8776 (Hozzáférés: 2018. március 16)
- (angolul) Tosi, Arturo. Language and Society in a Changing Italy (Nyelv és társadalom a változó Olaszországban). Multilingual Matters Ltd. 2001 (Hozzáférés: 2018. március 16)

### Közvetett források
- (olaszul) Berruto, Gaetano. Sociolinguistica dell'italiano contemporaneo (A mai olasz nyelv szociolingvisztikája). Róma: Carocci. 1987
- (románul) Gheție, Ion. Istoria limbii române literare. Privire sintetică (A román irodalmi nyelv története. Szintetikus nézet). Bukarest: Editura Științifică și Enciclopedică. 1978
- (románul) Ivănescu, Gheorghe. Problemele capitale ale vechii române literare (A régi román irodalmi nyelv alapvető kérdései). 2. kiadás. (az 1948-as 1. kiadás nyomán). Jászvásár: Editura Universității „A. I. Cuza”. 2012. ISBN 978-973-703-770-1
- Kálmán Béla. Nyelvjárásaink. Budapest: Tankönyvkiadó. 1966
- Károly Sándor. Az irodalmi nyelv, köznyelv, írott nyelv elnevezésekről. Magyar Nyelvőr. 85. kötet. 1961. 385–398. o.
- (franciául) Philippe, Gilles – Piat, Julien (szerk.) La Langue littéraire. Une histoire de la prose en France de Gustave Flaubert à Claude Simon (Az irodalmi nyelv. A próza története Gustave Flaubert-től Claude Simon-ig). Párizs: Fayard. 2009
- (csehül) Svobodová, Jana. Jazyk, společnost a spisovnost dnes (Nyelv, társadalom és írásbeliség ma). Gálisová, A. (szerk.) Dynamika spoločenských zmien a stratifikácia národného jazyka (A társadalmi változások dinamikája és a nemzeti nyelv rétegződése). Besztercebánya: FHV UMB. 2012. 13–21. o.
- (románul) Vasiliu, Emilian. Fonologia limbii române (A román nyelv fonológiája). Bukarest: Editura Știintifică. 1965